# Solenophora maculata
Solenophora maculata là một loài thực vật có hoa trong họ Tai voi. Loài này được D.N. Gibson miêu tả khoa học đầu tiên năm 1972.